# 邱創煥
邱創煥（1925年7月25日—2020年7月2日），臺灣彰化縣田尾鄉北曾村人，台灣政治人物，曾任內政部部長、行政院副院長、台灣省主席、考試院院長、中國國民黨副主席、中國國民黨中央評議委員會主席團主席等職。

## 生平
家庭在皇民化運動時改姓岡田。
邱創煥為蔣經國提拔台籍菁英（「吹台青」政策）搭上順風車者，1965年擔任考試院銓敘部司長，1978年接掌內政部，在同為台籍的林洋港與李登輝等「吹台青」中居於領先。在行政院副院長任內，曾因行政院長孫運璿中風，一度代理院長。直至因任職行政院副院長过久，才被林李二人追過。1984年至1990年期間，為台灣省政府主席。
二月政爭後，1993年初李登輝藉著二屆立委選舉結果，迫使郝柏村內閣總辭下台。:215同年4月，接受李登輝提名，出任考試院院長。被視為「非主流派」中首先被安撫收編的大將。:215

### 逝世
邱創煥在2020年2月11日因肺部感染住進振興醫院，狀況一直時好時壞，至7月2日中午於家中安詳過世，享耆壽94歲，7月3日在金寶山設立靈堂。7月16日舉行告別式暨追思奠禮，奠儀由前總統馬英九主持，並以中國國民黨黨旗覆棺。

## 政策及立場
- 邱創煥與李煥、郝柏村等「法統派」主張，總統應採取類似美國選舉人制度的「委任直選」（依憲法，國民大會原本設計即類似美國的選舉人票制度），而非國民派宣導的「公民直選」。1993年4月，邱創煥承認過去主張「委任直選」的看法是錯誤的。[來源請求]

## 獲獎與榮譽

### 中华民国勋章奖章
- 一等卿云勋章（1996年9月5日于台北总统府颁授[7]）

## 評價
- 擔任內政部部長期間，蔣經國對邱創煥評價似乎不高。1978年9月2日蔣經國日記中記載「二十三日以最大之耐心，在中常會聽完了邱部長長達一小時餘的內政報告，什麼都說了，結果等於什麼都沒說。一般高級官員缺乏新的科學知識，所以做起事來沒有頭緒和條理，亦無時間觀念，可慮。今後應重視高級人員之在職訓練。」[8]:167

## 作品節選

### 影視形象
| 年分 | 作品        | 演員   |
| ---- | ----------- | ------ |
| 2019 | 幻術 (電影) | 梁修治 |

## 個人生活
邱創煥的妻子白鈴玉，為前台北市副市長白秀雄的姊姊。
大女兒邱佩琳，嫁給前高雄市議會議長陳田錨七弟陳田鈺，後因個性不合離婚，在媒體圈和企業行銷界都擔任過重要職務，也曾任東森巨蛋經營管理股份有限公司董事長；她曾以無黨籍身分於2012年立委選舉中競逐新北市第八選舉區之席次，但以23,023票、10.97%的得票率落選，此事亦影響到國民黨於該選區的選情，邱創煥曾私下對友人表示：曾勸過女兒不要參選，但女兒並不聽勸。邱創煥也對女兒參選一事感到無奈且不諒解。而邱佩琳後來加入台灣民眾黨並擔任謝國樑主政的基隆市副市長。
外孫女為新聞主播陳園淳（陳田鈺與邱佩琳長女）。

## 軼聞
- 1990年2月初，傳聞時任臺灣省政府主席的邱創煥可能取代李煥接任行政院院長。在邱創煥與時任中華民國總統李登輝會面結束後，接受媒體詢問時，邱創煥表示，他和李登輝見面，所感受到的是愛護和關懷的眼神。而「關愛的眼神」一詞從此經由媒體傳開而一時傳遍政壇。後來邱創煥卻對內身價暴跌，從行政院院長到中國國民黨秘書長等職的呼聲都一直傳出而屢屢落空。卸任省主席一職後，僅受禮聘為總統府資政；1993年至1996年，經由李登輝提名接掌考試院院長，任內積極作為、屢有創舉、預算大幅增加。[10]

- 2012年7月22日，邱創煥舉辦新書《服務的人生》發表會。他說，1990年6月，李登輝在中國國民黨中央常務委員會告知他，次日赴官邸一趟；他前往之後，李要他擔任國民黨秘書長；他回到臺灣省政府後即正式請辭臺灣省政府主席，不料第二天打開報紙一看，李登輝等人都說國民黨秘書長不能動，李登輝『就是要騙我一張辭呈』。又說，蔣經國逝世「就是黑金時代的開始」，而他對於自己擔任臺灣省政府主席時有意競選總統，惟因黨內已提名李登輝而作罷一事『辜負蔣（經國）總統的期許，後悔莫及』[11][12]。研究蔣經國日記的黃清龍認為邱創煥此說「坦白說這恐怕是邱的自我感覺良好」，因為民選政治人物需要熱情，或者至少要讓人民感受到熱情，否則很難獲得選民支持。邱創煥是威權體制下的政治人物，康寧祥說他是典型的「無災無難到公卿」，這樣的人怎麼可能在民主時代選得上總統？[8]:167

## 外部連結
维基共享资源上的相關多媒體資源：邱創煥
- 考試院歷任院長介紹

| 中華民國政府職務                   | 中華民國政府職務                                                            | 中華民國政府職務 |
| ---------------------------------- | --------------------------------------------------------------------------- | ---------------- |
| 行政院                             |                                                                             |                  |
| 前任： 張豐緒                      | 內政部部長 第十四任 1978年6月1日—1981年12月1日                              | 繼任： 林洋港    |
| 首任                               | 中央選舉委員會主任委員 第一任（內政部部長）兼任 1980年7月16日—1981年12月1日 | 繼任： 林洋港    |
| 前任： 徐慶鐘                      | 行政院副院長 第十四任 1981年12月1日—1984年6月1日                            | 繼任： 林洋港    |
| 前任： 孫運璿                      | 行政院院長 代理 1984年2月24日—1984年6月1日                                  | 繼任： 俞國華    |
| 台灣省政府                         |                                                                             |                  |
| 前任： 劉兆田（代理） 正任：李登輝 | 台灣省政府主席 第十二任 1984年6月9日—1990年6月16日                          | 繼任： 連戰      |
| 考試院                             |                                                                             |                  |
| 前任： 孔德成                      | 考試院院長 第十一任 1993年4月24日—1996年9月1日                              | 繼任： 許水德    |